# Bulbophyllum mayrii
Bulbophyllum mayrii là một loài phong lan thuộc chi Bulbophyllum.